# 鹞落薹草
鹞落薹草（学名：Carex otaruensis）是莎草科薹草属的植物。分布在日本以及中国大陆的安徽等地，一般生长在山坡路边水湿地，目前尚未由人工引种栽培。